# Люїзит
Люїзи́т, L, А-243 (за іменем американського хіміка Вінфорда Лє Льюїса) — бойова отруйна речовина шкірно-наривної дії. Єдине відоме практичне застосування — як складова у хімічній зброї. За нормальних умов прозора масляниста рідина від безбарвного до темно-коричневого кольору. В чистій формі не має запаху, але через домішки може мати запах герані відчутний при концентрації понад 0,9 проміле.
У 1993 році, в результаті підписання Конвенції про хімічну зброю, використання люїзиту як хімічної зброї було заборонено. Його включили до списку 1, котрий регламентує виробництво та обіг небезпечних речовин.

## Отримання
Сполука утворюється при додаванні ацетилену до хлориду арсену(ІІІ) :
AsCl3 + C2H2 → ClCHCHAsCl2
Люїзит як і інші хлориди арсену гідролізує у воді:
ClCHCHAsCl2 + 2H2O → ClCHCHAs(OH)2 + 2HCl
Реакція пришвидшується в лужних розчинах.

## Токсичність
Люїзит відноситься до стійких отруйних речовин. Він має загально-отруйну та шкірно-наривну дію при будь-яких формах його впливу на організм людини.
Люїзиту притаманна подразнююча дія на слизові оболонки та органи дихання. Він майже не має прихованої дії, ознаки ураження проявляються через 3—5 хв після потрапляння його на шкіру чи в організм. Важкість ураження залежить від дози та часу перебування в атмосфері, зараженої люїзитом. При вдиханні парів чи аерозолю спочатку вражаються верхні дихальні шляхи. При легких отруєннях ураження може зникнути після декількох днів. Важке отруєння супроводжується нудотою, головним болем, втратою голосу, блюванням, загальною слабкістю. Спазми в грудях та віддишка — ознаки тяжкого отруєння. Дуже чуттєві до люїзиту органи зору, потрапляння в очі краплі отрути призводить до втрати зору вже через 7—10 днів.
Також створювали суміші з іпритом (агент HL) для підсилення токсичності та зниження температури замерзання.

## Бойове застосування
Люїзит був створений наприкінці Першої світової війни, але на фронт потрапити не встиг. Проте, його виробництво було налагоджене у військових цілях в Японії, СРСР, у Великій Британії та США.
Японія застосовувала, зокрема, суміш Люїзиту з Іпритом (агент HL) під час війни з Китаєм в 1937—1945 роки.